# شردیل
شردیل (به لاتین: Şərədil) یک منطقه مسکونی در جمهوری آذربایجان است که در شهرستان شماخی واقع شده است. شردیل ۵۸۱ نفر جمعیت دارد.